# 내가 설 땅은 어디냐
"내가 설 땅은 어디냐"는 1964년 공개된 대한민국의 영화이다.

## 배역
- 문정숙 : 근욱 역
- 최무룡 : 노문 역
- 박노식
- 최남현
- 유계선
- 장동휘
- 한은진
- 김동원
- 조항
- 정애란
- 김정옥
- 김영옥
- 남춘역